# Рустами, Фаршид
Фаршид Рoстами (7 июля 1985 года, Зенджан, Иран) — обладатель чемпионского пояса WBCA по профессиональному боксу.

## Биография
Фаршид Рoстами родился 7 июля 1985 года в городе Зенджан, Иран. Он был приглашён на Олимпиаду в Рио-Де-Жанйро президентом Всемирной федерации бокса (AIBA) среди ведущих профессиональных боксёров мира.
В детстве занимался гимнастикой. Позже стал заниматься в боксом, которым занимался его отец. Позднее он был включён в состав новой иранской молодёжной команды.
Ростами выиграл чемпионат Азии в Пакистане. Вскоре он переехал в Азербайджан и продолжил свой успешный спортивный путь здесь. Он занимался под руководством Нариманом Абдуллаевым, и достиг хороших результатов на различных международных турнирах (Турецкая Республика и Анвар Чодри).
Фаршид был одним из фаворитов сборной Азербайджана по боксу и готовился для квалификации на лондонскую Олимпиаду в весовой категории до 64 кг. Однако после аварии он упустил этот шанс, и вместо него на турнир поехал Хейбатулла Гаджиалиев. Несмотря на это, Фаршид вернулся в спорт и выступил в профессиональном боксе в 2016 году. Его соперником был Фариза Мамедов. Фаршид победил своего соперника во втором раунде. В том же году он одолел белорусского спортсмена в четвёртом раунде соревнований в немецком Гамбурге и выиграл пояс. В 2017 году он встретился со своим грузинским оппонентом в турнире WBCA в Мингячевире, и победил, нокаутировав своего противника в 4-м раунде 12-раундового боя.
Фаршид Рoстами посвятил эту битву Захре, которая была убита в селе Алханлы.